# Systeloglossum
Systeloglossum es un género de orquídeas perteneciente a la subfamilia Epidendroideae dentro de la familia Orchidaceae. Tiene cinco especies. 

## Especies
| - Systeloglossum acuminatum - Systeloglossum bennettii - Systeloglossum costaricense - Systeloglossum ecuadorense - Systeloglossum panamense |